# Derek Whyte
Pour les articles homonymes, voir Whyte.
Derek Whyte, né le 31 août 1968, est un footballeur international écossais.
Il a porté les couleurs du Celtic FC, de Middlesbrough FC, d'Aberdeen FC & du Partick Thistle.